# Cataleptoneta sengleti
Cataleptoneta sengleti är en spindelart som först beskrevs av Brignoli 1974.  Cataleptoneta sengleti ingår i släktet Cataleptoneta och familjen Leptonetidae. Inga underarter finns listade i Catalogue of Life.